# Cheongan-myeon
Cheongan-myeon (koreanska: 청안면) är en socken i kommunen Goesan-gun i provinsen Norra Chungcheong i den centrala delen av
Sydkorea, 110 km sydost om huvudstaden Seoul.